# Friedrich Wilhelm I. (Hessen-Kassel)

Kurfürst Friedrich Wilhelm, Landgraf von Hessen-Kassel

Friedrich Wilhelm I. (* 20. August 1802 in Schloss Philippsruhe bei Hanau; † 6. Januar 1875 in Prag) war der letzte Kurfürst und Landesherr des Kurfürstentums Hessen aus dem Haus Hessen.

## Jugend
Friedrich Wilhelm I. war der Sohn des Landgrafen und Kurfürsten Wilhelm II. (1777–1847) und der Prinzessin Auguste von Preußen (1780–1841), Tochter von König Friedrich Wilhelm II.
Er war mit den meisten deutschen Herrscherhäusern eng verwandt und unter anderem mütterlicherseits Cousin der preußischen Könige Friedrich Wilhelm IV. und Wilhelm I. sowie des niederländischen Königs Wilhelm II.
Die Ehe seiner Eltern war den damaligen politischen Umständen wegen arrangiert zustande gekommen, von Anfang an durch heftige Auseinandersetzungen gekennzeichnet und bald zerrüttet. Bereits ab etwa 1801\1802 lebten die Eltern durch die Wirrungen der napoleonischen Zeit getrennt, was 1815 durch einen – zunächst geheimen – Trennungsvertrag besiegelt wurde. Der Kurfürst lebte mit seiner Geliebten und späteren zweiten Ehefrau, der Gräfin Emilie von Reichenbach-Lessonitz, zusammen, die Kurfürstin bezog Schloss Schönfeld bei Kassel. Um die Kurfürstin bildete sich ein zum Kurfürsten oppositioneller Zirkel, benannt nach dem Wohnsitz der Kurfürstin als „Schönfelder Kreis“, dem neben Kurfürstin und Kurprinz auch der später führende Minister Ludwig Hassenpflug, die Brüder Grimm und andere Intellektuelle angehörten. Das Verhältnis zwischen Friedrich Wilhelm und seinem Vater war so lange Zeit gestört. Dazu trug auch bei, dass der Kurprinz keine standesgemäße Ehe schloss, was aber wohl auch zum Teil durch den Streit der Eltern verhindert wurde. Erst kurz vor der Revolution von 1830 näherten Vater und Sohn sich einander wieder an.

## Familie
Um die Familienverhältnisse des Kurprinzen stand es nach den Maßstäben des 19. Jahrhunderts nicht zum Besten. In seiner Studienzeit in Bonn hatte er die mit einem preußischen Leutnant verheiratete Gertrude Lehmann kennengelernt, die Scheidung von ihrem Mann erreicht und sie im August 1831 geheiratet. Sie war bürgerlich und damit nicht standesgemäß und als Geschiedene als Frau eines Thronfolgers inakzeptabel. Nach seinem Regierungsantritt erhob er sie zur Gräfin von Schaumburg und später zur Fürstin von Hanau.
Aus dieser morganatischen Ehe gingen hervor (siehe auch Fürsten von Hanau):
1. Augusta (1829–1887)
2. Alexandrine (1830–1871)
3. Friedrich Wilhelm (1832–1889)
4. Moritz, 1. Fürst von Hanau (1834–1889)
5. Wilhelm, 2. Fürst von Hanau (1836–1902)
6. Maria (1839–1917); sie erhielt später den Titel Prinzessin von Ardeck
7. Karl, 3. Fürst von Hanau (1840–1905)
8. Heinrich, 4. Fürst von Hanau (1842–1917)
9. Philipp (1844–1914)

Die Kinder waren nach dem hessischen Hausgesetz nicht nachfolgefähig für das Fideikommissvermögen, aber erbberechtigt für das Privatvermögen. Das Streben Friedrich Wilhelms richtete sich deshalb darauf, dieses Privatvermögen um jeden Preis zu vermehren, auch auf Kosten öffentlicher Gelder oder seiner Aufgaben als Landesherr. So kam es z. B. 1852 zu einer Regierungskrise, weil der Kurfürst von der den Ausbau der Bahnstrecke Frankfurt–Hanau der Frankfurt-Hanauer Eisenbahn-Gesellschaft in Richtung Kahl bzw. Aschaffenburg finanzierenden Hanauer Bank Bernus du Fay ein Schmiergeld in Höhe von 100.000 Talern erwartete, bevor er die entsprechende Konzession unterzeichnete. Der leitende Minister, Ludwig Hassenpflug, bot daraufhin seinen Rücktritt an, der Kurfürst verweigerte ihm aber die Demission. So wissen selbst wohlgesinnte Biographen von Friedrich Wilhelm kaum Positives zu berichten. Auch von Zeitgenossen wird er als zögerlicher, egozentrischer Autokrat beschrieben. Das Wohl des Landes oder das seiner Untertanen waren keine Faktoren, die Einfluss auf sein Handeln ausübten.

## Regierung

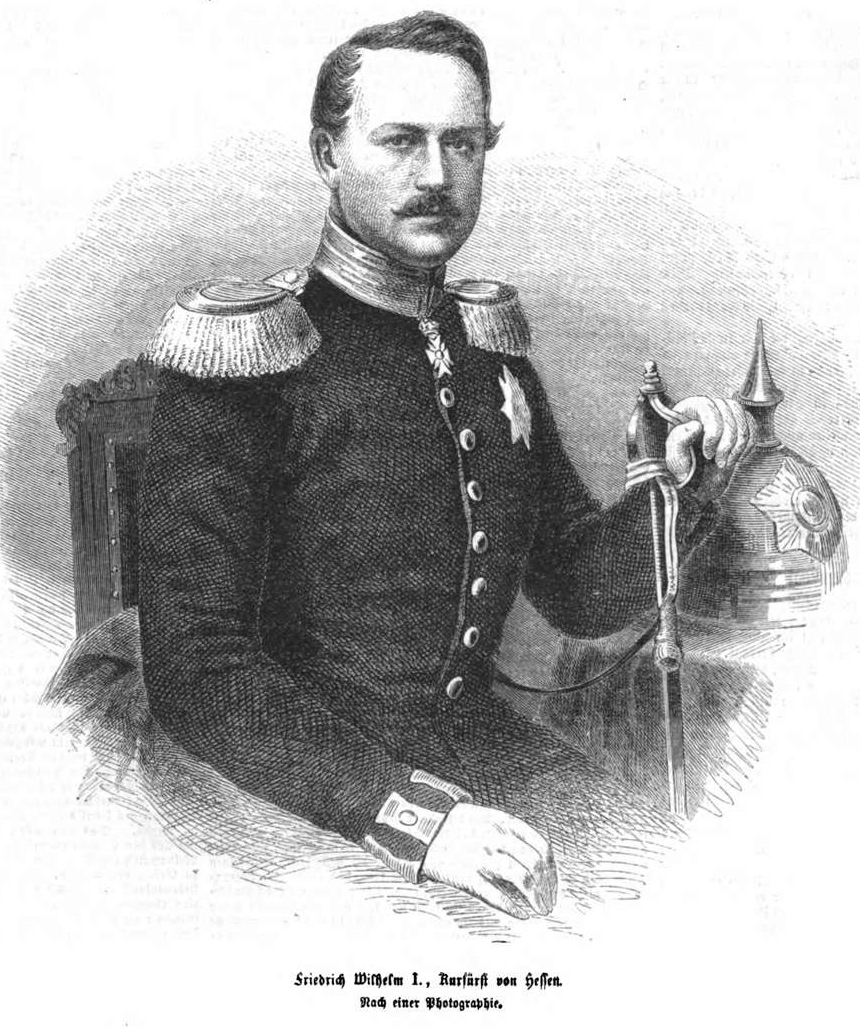
Friedrich Wilhelm I., Kurfürst von Hessen, 1862

Friedrich Wilhelm I. neigte zu Arroganz und Selbstüberschätzung, war von seinem Gottesgnadentum und dem monarchischen Prinzip bedingungslos überzeugt und intellektuell, trotz all der dem widersprechenden Ereignisse seiner Regierungszeit, darüber auch nicht zu kritischer Reflexion fähig. An den Aufgaben eines Landesherrn zeigte er kein Interesse, dafür aber umso mehr an seinem fürstlichen Status und den mit dieser Position verbundenen Privilegien.

### Regentschaft
Im Zuge der Revolution von 1830 konzentrierte sich der Volkszorn unter anderem auf die Geliebte des Kurfürsten Wilhelm II., der ein schlechter Einfluss auf den Regenten nachgesagt wurde. Im 19. Jahrhundert verstieß diese Liaison gegen die moralischen Maßstäbe des inzwischen in diesen Fragen führenden Bürgertums, des Trägers der Revolution. Wilhelm II. sah sich letztlich vor die Wahl gestellt, die Geliebte zu verlassen oder abzudanken. Er wählte die letzte Alternative, wenn auch etwas kaschiert, indem er den Kurprinzen Friedrich Wilhelm am 30. September 1831 zum Mitregenten ernannte, faktisch jedoch keine Regierungsgeschäfte mehr wahrnahm und sich ins benachbarte Frankfurt am Main ins Exil begab.
Friedrich Wilhelm regierte so zunächst von 1831 bis 1847 als Prinzregent und erst nach dem Tod seines Vaters 1847 bis zur preußischen Okkupation Kurhessens 1866 als Kurfürst.
Seine nach den Maßstäben des 19. Jahrhunderts unstandesgemäße Ehe schwächte von Anfang an seinen Rückhalt im Ausland und  seine reaktionäre politische Haltung war der Unterstützung im eigenen Land abträglich.
Seit Antritt der Regentschaft versuchte er, die nach damaligen Maßstäben sehr liberale kurhessische Verfassung von 1831 wieder zu beseitigen. Als Regent wagte er es jedoch nicht, die Verfassung auch rechtlich anzutasten, verfolgte vielmehr eine antiliberale, monarchisch-legitimistische Politik, die dem Geist der Verfassung zuwiderlief.

### Kurfürst

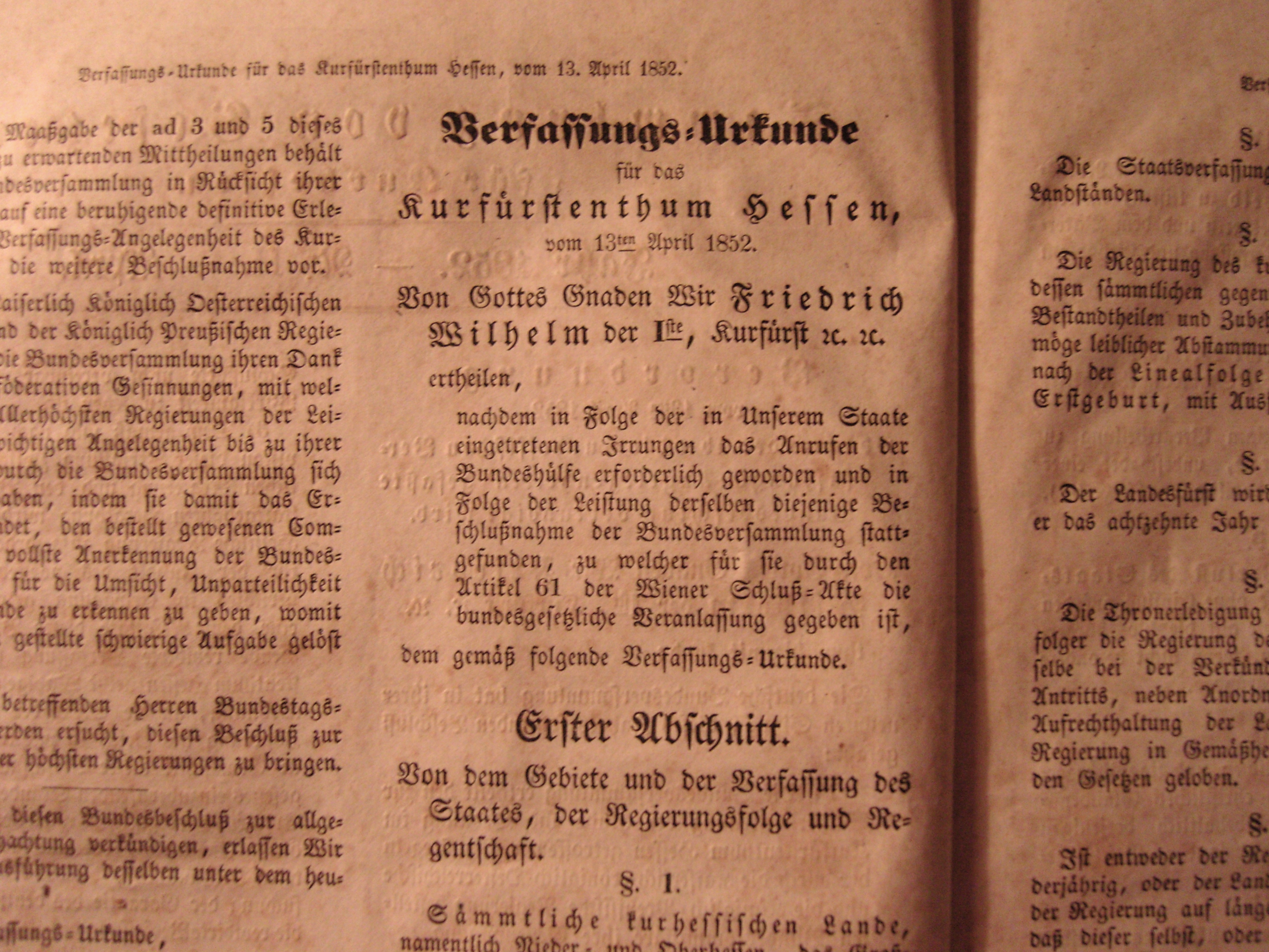
Die zweite Kurhessische Verfassung vom 13. April 1852

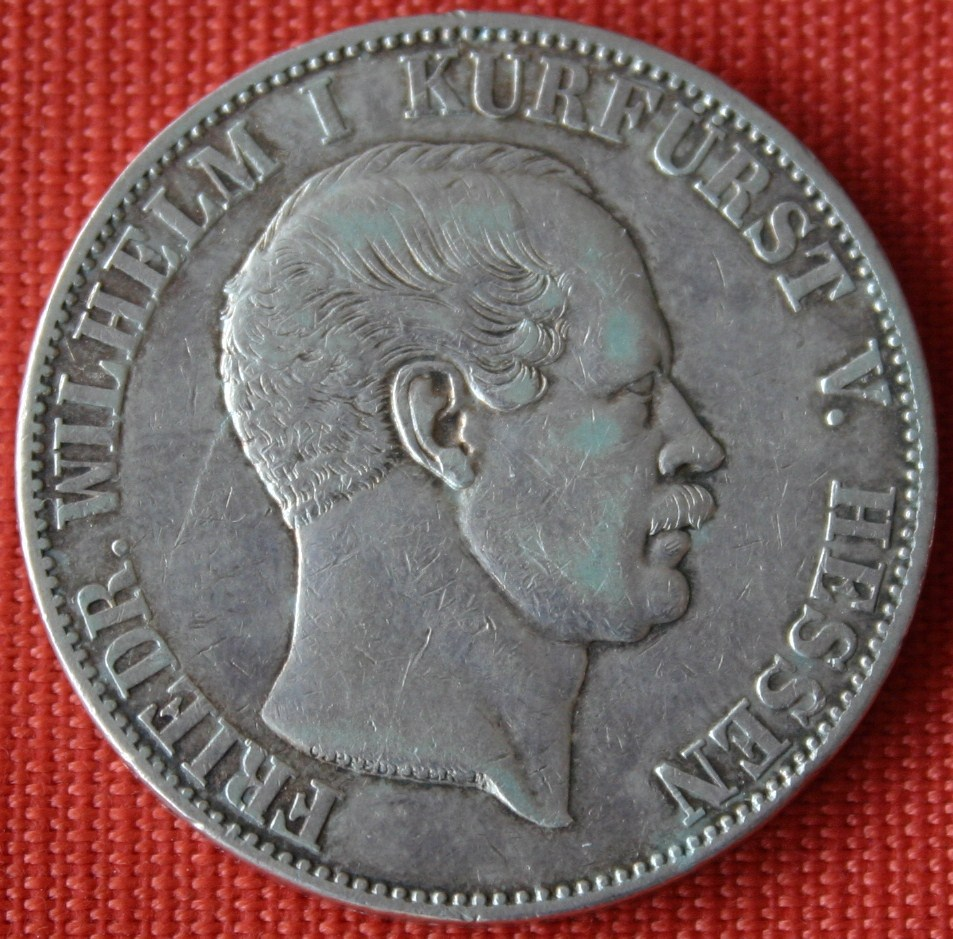
1 Taler aus dem Jahr 1855

Als regierender Landesherr trug Friedrich Wilhelm I. den Titel: Kurfürst und souveräner Landgraf von Hessen, Großherzog von Fulda, Fürst zu Hanau, Hersfeld, Fritzlar und Isenburg, Graf zu Catzenelnbogen, Dietz, Ziegenhain, Nidda und Schaumburg etc.
Jetzt, als Kurfürst, ging er auch offensiv gegen die Verfassung von 1831 vor. Er berief den reaktionären Ludwig Hassenpflug als leitenden Minister. Dieser ließ den Konflikt mit den Ständen – insbesondere hinsichtlich der Bewilligung von Steuern – soweit eskalieren, dass die Regierung handlungsunfähig wurde. Als das Regieren über Notverordnungen daran scheiterte, dass diese wegen Verfassungswidrigkeit weder von Verwaltung, noch den Gerichten und sogar noch nicht einmal dem Militär anerkannt wurden, veranlasste er eine Intervention des Deutschen Bunds: Bayrische und österreichische Truppen (von der Bevölkerung Strafbayern genannt) besetzten das Land und erzwangen über Einquartierungen den Gehorsam von Verwaltung und Gerichten. Die Maßnahmen gipfelten darin, dass Kurhessen durch den Deutschen Bund 1851 eine neue, sehr viel weniger liberale Verfassung oktroyiert wurde. Erst 1862 wurde die alte Verfassung aufgrund äußeren Druckes wieder in Kraft gesetzt. Diese Haltung machte den Kurfürsten bei der eigenen Bevölkerung verhasst. So wird etwa folgender Spottvers kolportiert:
Vivat hoch die Republik!

Unsern Kurfürst ham’ wir dick.

Weil er sich so schlecht betragen,

woll’n wir ihn zum Teufel jagen.
Am 20. August 1852, seinem 50. Geburtstag, befand sich der Kurfürst mit der Eisenbahn auf der Rückreise von Paris nach Deutschland. Bei Commercy war der von ihm genutzte Zug in einen Eisenbahnunfall verwickelt. Der Kurfürst musste 90 Minuten zu Fuß im Regen laufen, um sich in Sicherheit zu bringen.
Friedrich Wilhelm wurde bei der preußischen Besetzung Kassels im Preußisch-Österreichischen Krieg 1866 in seiner Residenz gefangen genommen und am 23. Juni als Staatsgefangener nach Stettin gebracht. Er ließ in Kurhessen einen auf denselben Tag datierten „Scheidegruß“ plakatieren, in dem er seine Beamten aufforderte, fortan den neuen Herren zu dienen. Nach dem Prager Frieden und der definitiven Annexion Kurhessens durch Preußen wurde zwischen letzterem und dem Kurfürsten am 17. September 1866 in Stettin ein Vertrag abgeschlossen, in dem Friedrich Wilhelm, ohne jedoch auf seine Hoheitsrechte definitiv zu verzichten, gegen eine finanzielle Abfindung seine Untertanen von ihren Pflichten ihm gegenüber entband. Die extreme Unbeliebtheit des Kurfürsten bei den Untertanen führten dazu, dass die Annexion des Kurfürstentums durch Preußen in Hessen allgemein begrüßt und der ins böhmisch-österreichische Exil entschwundene ehemalige Landesherr kaum vermisst wurde.

## Exil und Tod

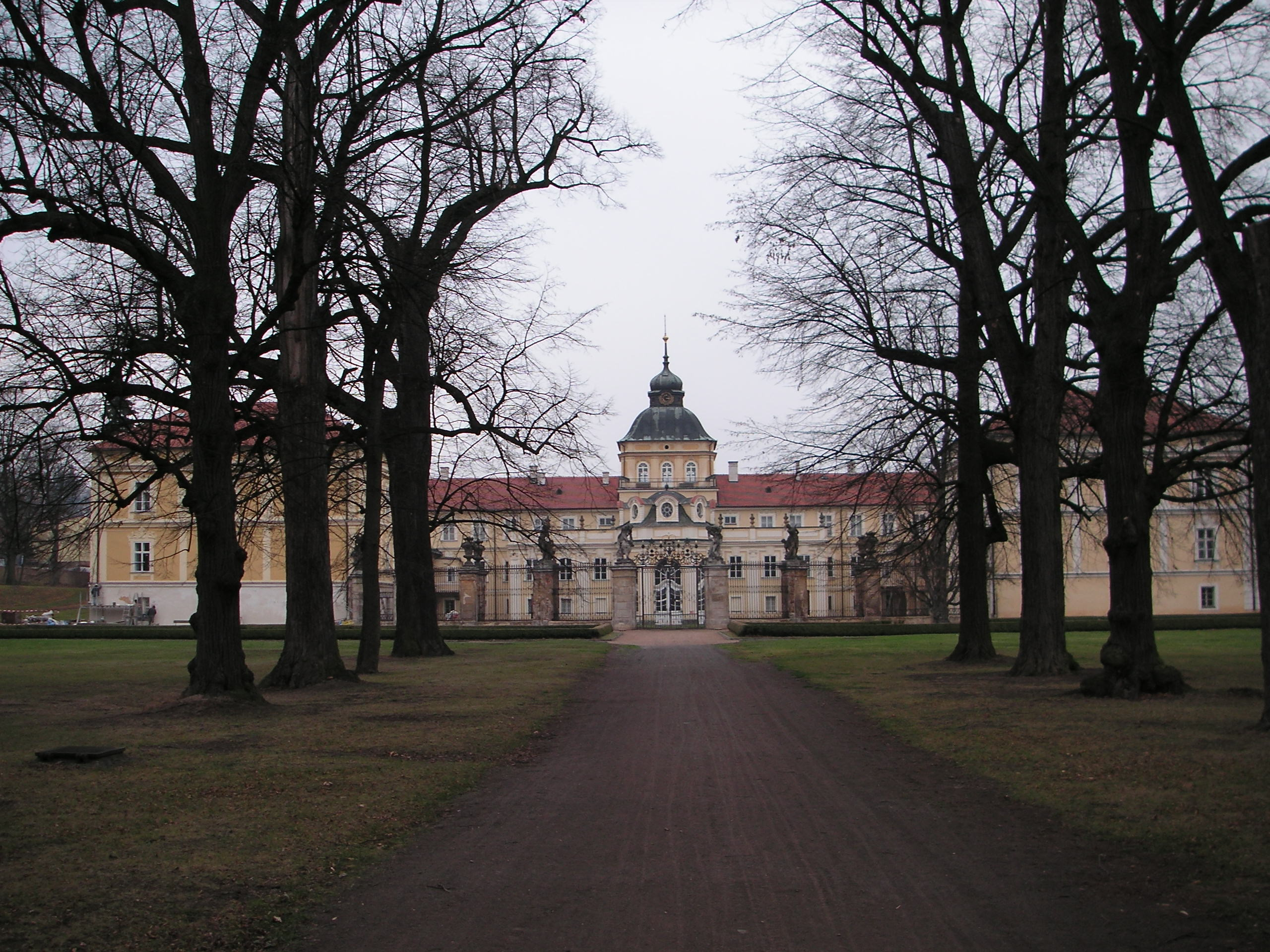
Exilsitz: Schloss Hořovice, Böhmen

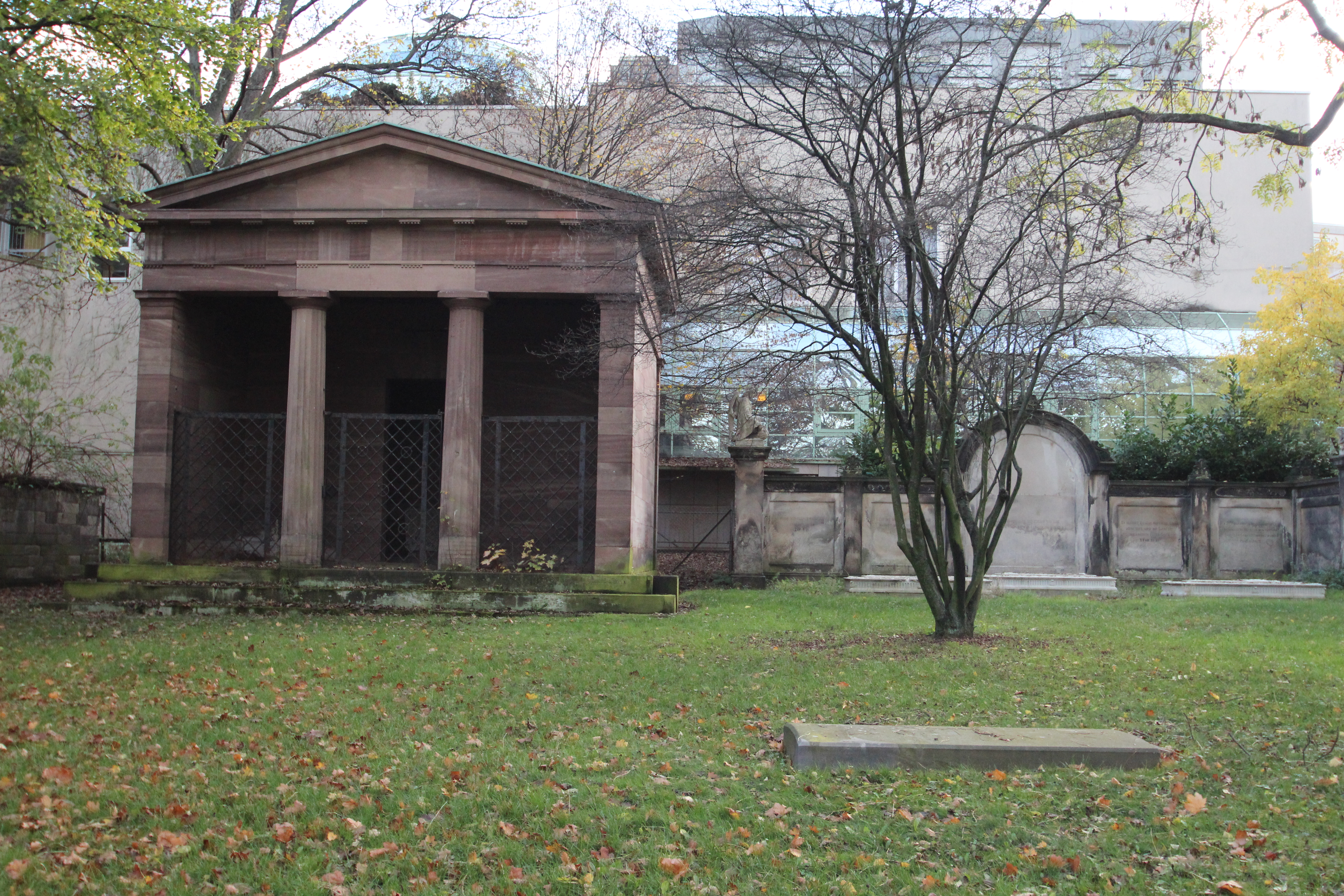
Grab Friedrich Wilhelms I. auf dem Altstädter Friedhof (Kassel)

Friedrich Wilhelm lebte bis zu seinem Tod auf seinen böhmischen Gütern, Schloss Hořovice und seinem Stadtpalais in Prag. Er verfasste im Exil eine Denkschrift zu den Ereignissen von 1866. Sie beginnt mit den Worten:

„Zwei Jahre sind verstrichen, seitdem eine blutige Katastrophe die Umwälzung der deutschen Verhältnisse herbeigeführt hat, welche, über die Rechte von Kronen und Völkerschaften gleichmäßig hinwegschreitend, im Dienste dynastischer Selbstsucht das gemeinsame Vaterland zerriß, die organischen Triebe einer tausendjährigen Entwicklung abschnitt und Gebilde an ihre Stelle setzte, deren Lebensfähigkeit und Uebereinstimmung mit den Wünschen und Interessen der Nation wohl am allerwenigsten von den eigenen Schöpfern wird behauptet werden wollen. Noch liegt die Zukunft hinter dunklem Schleier, und nur dessen ist jeder Denkende sich bewußt, daß noch unsägliches Elend, noch heillose Wirrniß Deutschland, ja ganz Europa bevorsteht, ehe die Saat von 1866 beseitigt, oder was Gott verhüten wolle, zu Blüthe und Frucht gediehen sein wird.“

Friedrich Wilhelm starb am 6. Januar 1875 in Prag. Er wurde in seiner ehemaligen Residenzstadt Kassel auf der Erbbegräbnisstätte des Hauses Hessen neben der Lutherkirche beigesetzt.
Fideikommiss und Anwartschaft auf den Thron fielen an die Nebenlinie Hessen-Rumpenheim, da die Kinder Friedrich Wilhelms nicht aus einer ebenbürtigen ehelichen Verbindung stammten und damit nach dem Hausgesetz nicht nachfolgeberechtigt waren.

## Ahnentafel
| Ahnentafel des Kurfürsten Friedrich Wilhelm I. von Hessen-Kassel | Ahnentafel des Kurfürsten Friedrich Wilhelm I. von Hessen-Kassel                                       | Ahnentafel des Kurfürsten Friedrich Wilhelm I. von Hessen-Kassel                                                | Ahnentafel des Kurfürsten Friedrich Wilhelm I. von Hessen-Kassel                                                 | Ahnentafel des Kurfürsten Friedrich Wilhelm I. von Hessen-Kassel                                                        |
| ---------------------------------------------------------------- | --- | --- | --- | --- |
| Urgroßeltern                                                     | Landgraf Friedrich II. (1720–1785) ⚭ Prinzessin Maria von Großbritannien (1723–1772)                   | König Friedrich V. von Dänemark und Norwegen (1723–1766) ⚭ Königin Louise von Dänemark und Norwegen (1724–1751) | Prinz August Wilhelm von Preußen (1722–1758) ⚭ Prinzessin Luise Amalie von Braunschweig-Wolfenbüttel (1722–1780) | Landgraf Ludwig IX. von Hessen-Darmstadt (1719–1790) ⚭ Pfalzgräfin Henriette Karoline von Pfalz-Zweibrücken (1721–1774) |
| Großeltern                                                       | Kurfürst Wilhelm I. (1743–1821) ⚭ Prinzessin Wilhelmine Karoline von Dänemark und Norwegen (1747–1820) | Kurfürst Wilhelm I. (1743–1821) ⚭ Prinzessin Wilhelmine Karoline von Dänemark und Norwegen (1747–1820)          | König Friedrich Wilhelm II. von Preußen (1744–1797) ⚭ Königin Friederike von Preußen (1751–1805)                 | König Friedrich Wilhelm II. von Preußen (1744–1797) ⚭ Königin Friederike von Preußen (1751–1805)                        |
| Eltern                                                           | Kurfürst Wilhelm II. (1777–1847) ⚭ Prinzessin Auguste von Preußen (1780–1841)                          | Kurfürst Wilhelm II. (1777–1847) ⚭ Prinzessin Auguste von Preußen (1780–1841)                                   | Kurfürst Wilhelm II. (1777–1847) ⚭ Prinzessin Auguste von Preußen (1780–1841)                                    | Kurfürst Wilhelm II. (1777–1847) ⚭ Prinzessin Auguste von Preußen (1780–1841)                                           |
| Friedrich Wilhelm I.                                             | | | | |